# Uraraneida
Uraraneida – wymarły rząd stawonogów z gromady pajęczaków i kladu Tetrapulmonata. Obejmuje dwa opisane rodzaje, Permarachne i Attercopus. Ich zapis kopalny rozciąga się od żywetu w dewonie do kunguru w permie.

## Morfologia
Pajęczaki o ciele podzielonym na nakrytą karapaksem prosomę i opistosomę (odwłok), pokrojem przypominające pająki. W przypadku Permarachne ciało miało około 5 mm długości. Podobnie jak u Chimerarachnida i pająków szczękoczułki zaopatrzone były w nagie, pozbawione szczecinek pazury. Początkowo u Attercopus doszukiwano się na nich ujść gruczołów jadowych, ale później zreinterpretowano obecne na nich pory jako artefakty. Opistosoma miała segmentację zachowaną przynajmniej w postaci brzusznych zesklerotyzowanych płytek – sternitów; u Permarachne było ich co najmniej sześć, a u Attercopus co najmniej cztery. Wzdłuż krawędzi sternitów rozmieszczone były w poprzecznych szeregach czopki przędne, natomiast brak było kądziołków przędnych. Tylny koniec opistosomy wieńczył biczykowaty, wieloczłonowy, cylindryczny w przekroju telson. Poszczególne jego człony dysponowały wieńcami szczecinek.

## Taksonomia i ewolucja
Takson ten wprowadzony został w 2008 roku przez Paula A. Seldena i Williama A. Sheara na łamach „Proceedings of the National Academy of Sciences”. Nazwa rzędu powstała przez połączenie latynizacji greckiego ουρα (oura), oznaczającego ogon, i łacińskiego aranea, oznaczającego pająka. Do rzędu tego zalicza się dwa opisane rodzaje:
- rodzina: incertae sedis
  - Attercopus(inne języki) Selden et Shear, 1991
- rodzina: Permarachnidae Eskov et Selden, 2005
  - Permarachne Eskov et Selden, 2005

Jedyny gatunek rodzaju Attercopus znany jest z datowanych na żywet w dewonie skamieniałości odnalezionych w formacji Panther Mountain oraz z datowanych na fran skamieniałości odnalezionych w formacji Onteora, obu w Stanach Zjednoczonych. Początkowo sklasyfikowany został jako przedstawiciel rzędu Trigonotarbida. W 1991 roku zreinterpretowano go jako najstarszego znanego pająka i umieszczono bazalnie w obrębie tego rzędu. Permarachne opisano na podstawie datowanej na kungur w permie skamieniałości odnalezionej w formacji Koszeliewka w Rosji i początkowo sklasyfikowano jako pająka z podrzędu Mesothelae. W 2008 roku dokonano reinterpretacji obu rodzajów. Na podstawie braku kądziołków przędnych, przy jednoczesnej obecności gruczołów przędnych i biczykowatego telsonu umieszczono je w nowym rzędzie Uraraneida, wskazując jego bliskie pokrewieństwo z pająkami. W 2015 roku Jörg Wunderlich proponował włączenie Uraraneida w skład pająków w randze podrzędu, pozostałe z pająków umieszczając w podrzędzie Araneida – systematyka ta nie została jednak powszechnie przyjęta. 
Analiza filogenetyczna Russella Garwooda i Jasona Dunlopa z 2014 roku potwierdziła siostrzaną relację pomiędzy Uraraneida i pająkami, a jej autorzy nazwali klad obejmujący te dwie grupy Serikodiastida. W 2016 roku Garwood i współpracownicy opisali karbońskiego Idmonarachne, któremu brak było kądziołków i biczyka. Przeprowadzona przez Garwooda i współpracowników analiza kladystyczna umieściła go bliżej pająków niż Uraraneida. W 2018 roku Bo Wang i inni opisali kredowego Chimerarachne o wykształconych już kądziołkach i zachowanym biczyku. Huang Diying i inni w 2018 roku sklasyfikowali Chimerarachne jako przedstawiciela Uraraneida, jednak według zespołu Wanga oraz późniejszych autorów jest on bliżej spokrewniony z pająkami niż z Uraraneida. W 2019 roku Wunderlich utworzył dla tego rodzaju monotypową rodzinę Chimerarachnidae i umieścił ją w monotypowym podrzędzie Chimerarachnida w obrębie rzędu Araneida, określanego jako pająki w szerokim sensie. W 2022 roku Wunderlich i Patrick Müller opisali nowy rodzaj Parachimerarachne, wskutek czego Chimerarachnidae przestały być taksonem monotypowym.